# Abbazia di Altacomba
L'abbazia reale di Altacomba (Hautecombe in francese, Altæcombæum in latino) è un complesso abbaziale situato a Aix-les-Bains nella Savoia francese. 
In origine monastero cistercense, quindi benedettino, dal 1992 è affidata alla Comunità Chemin Neuf.
Da secoli è il luogo di sepoltura e mausoleo storico dei membri di Casa Savoia.

## Storia
Le origini risalgono ad una comunità religiosa di monaci cistercensi dell'abbazia di Clairvaux, che avevano aderito alla regola benedettina proposta da San Bernardo e intorno al 1100 si erano stabiliti in un vallone alto (alta comba, haute combe) su una montagna vicino al lago del Bourget che allora si chiamava Lago di Châtillon. Nel 1125, il monaco cistercense Bernardo di Chiaravalle, che aveva fama di far miracoli, esortò gli eremiti a stabilirsi sulla sponda opposta del lago, su un terreno che era stato donato a Amedeo di Clermont d'Hauterives (secondo abate), dalla famiglia Savoia.
Il fondatore dell'abbazia fu però Amedeo III, conte di Savoia, poi morto e sepolto a Cipro, di ritorno da una crociata.
Fu nel XII secolo che i primi membri della famiglia Savoia furono sepolti nell'abbazia, dando così inizio ad una tradizione di mausolei che l'accomunava a quella delle più importanti famiglie principesche europee.
Il primo abate fu Amedeo d'Alta Riva, in seguito vescovo di Losanna, meglio noto appunto come sant'Amedeo di Losanna. Altre due abbazie cistercensi di filiazione furono fondate in quel periodo: l'abbazia di Fossanova chiusa poi nel 1810 e l'abbazia di Sanctus Angelus in Petra vicino a Costantinopoli (Turchia), chiusa nel 1261.
Papa Celestino IV e papa Niccolò III furono monaci ad Altacomba.
Nel XV secolo le fortune di Altacomba cominciarono a declinare a causa del sistema delle commende, che furono deleterie per le comunità monastiche per ben quattro secoli. Con questo sistema le rendite dell'abbazia erano assegnate ad un abate commendatario, che non svolgeva nessun compito religioso; di conseguenza, l'abbazia era privata delle risorse necessarie al suo mantenimento.
Durante la rivoluzione francese l'abbazia fu saccheggiata per due volte; le tombe furono violate per cercarvi oggetti preziosi, il bronzo fuso per farne cannoni ed infine fu venduta e trasformata in fabbrica di maioliche fino al 1807.
Rimase poi in stato di abbandono fino al 1824, quando re Carlo Felice di Sardegna, riavuti i territori della Savoia con il Congresso di Vienna, decise di farla restaurare, diventandone così il secondo fondatore. Carlo Felice fece eseguire i lavori in onore dei suoi avi duchi di Savoia e legò l'abbazia ad una fondazione, di cui l'abate era il presidente. Riservò per sé i diritti di patronato e l'utilizzo di un appartamento.
I lavori furono eseguiti dall'architetto piemontese Ernesto Melano (ricopriva la carica di Primo architetto disegnatore di Sua Maestà e a lui era affidata la superiore direzione dell'Ufficio d'Arte) in stile eclettico, gotico-romanico, le opere di scultura furono quasi interamente eseguite da Benedetto Cacciatori e da altri membri della sua famiglia (statua di Carlo Felice, Pietà, ecc.) in stile neoclassico mentre la statua della regina Cristina di Borbone (moglie di Carlo Felice) fu in seguito scolpita da Giovanni Albertoni con forme figurative più descrittive dell'epoca e del personaggio. A dirigere l'abbazia fu richiamato l'ordine cistercense.
Dal 1922 l'abbazia venne condotta dall'ordine dei benedettini, ma nel 1992 questi si trasferirono all'abbazia di Ganagobie; l'arcivescovo di Chambéry chiese così alla Comunità Chemin Neuf, nata nel 1973 a Lione, riconosciuta dalla Chiesa cattolica come associazione pubblica di fedeli della quale fanno parte sacerdoti, fratelli e sorelle consacrati, laici e coppie sposate, di proseguire nella vocazione di preghiera e di accoglienza di Altacomba.
Umberto II, re d'Italia, nel suo testamento dispose di essere sepolto a Altacomba e rinunciò ai diritti sull'abbazia. Anni dopo, per suo espresso volere, ivi venne sepolta anche la consorte Maria Josè.

## La grange monastica e le filiazioni di Altacomba
| Abbazia di Clairvaux - 1125 |  |                                            |  |                             |
|                             |  | Abbazia di Altacomba - 1135                |  |                             |
|                             |  |                                            |  |                             |
|                             |  |                                            |  | Abbazia di Fossanova - 1135 |
|                             |  |                                            |  |                             |
|                             |  | Abbazia di Sanctus Angelus in Petra - 1204 |  |                             |
|                             |  |                                            |  |                             |
|                             |  | Abbazia di lsova - 1212                    |  |                             |
|                             |  |                                            |  |                             |
|                             |  | Abbazia di Zaraka - 1225                   |  |                             |
|                             |  |                                            |  |                             |

## Abbazia

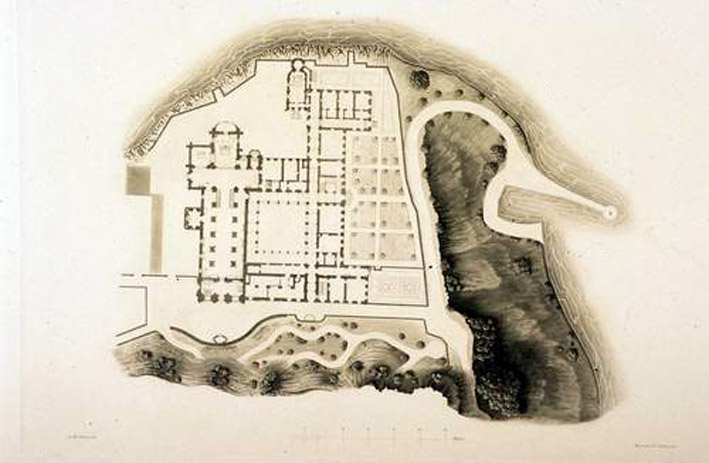
Pianta dell'Abbazia del 1844 secondo il restauro di Ernesto Melano

La chiesa abbaziale è lunga circa 70 metri e larga circa 30, in stile gotico-romanico tipico del periodo. Tutti i pilastri furono trasformati in monumenti, ciascuno con statue, bassorilievi ed iscrizioni alla memoria di qualcuno dei principi di casa Savoia. La maggior parte delle tombe sono poco più delle riproduzioni dei monumenti medioevali.
Le statue sono circa 300, di cui tre di particolar menzione: La Pietà (Benedetto Cacciatori) Il re Carlo Felice (Cacciatori) e La Regina Maria Cristina (Giovanni Albertoni).
Sulle pareti molti affreschi di Luigi Vacca e Gonin.
Il luogo è oggi anche un centro di formazione biblica, teologica e comunitaria per giovani dai 18 ai 35 anni di tutti i continenti.
L'abbazia è raggiungibile sia dalla strada che dal lago, tramite battelli che partono da Aix-les-Bains ogni giorno ed accoglie, anche per brevi periodi, chiunque voglia compiere un percorso spirituale.

### Mausoleo

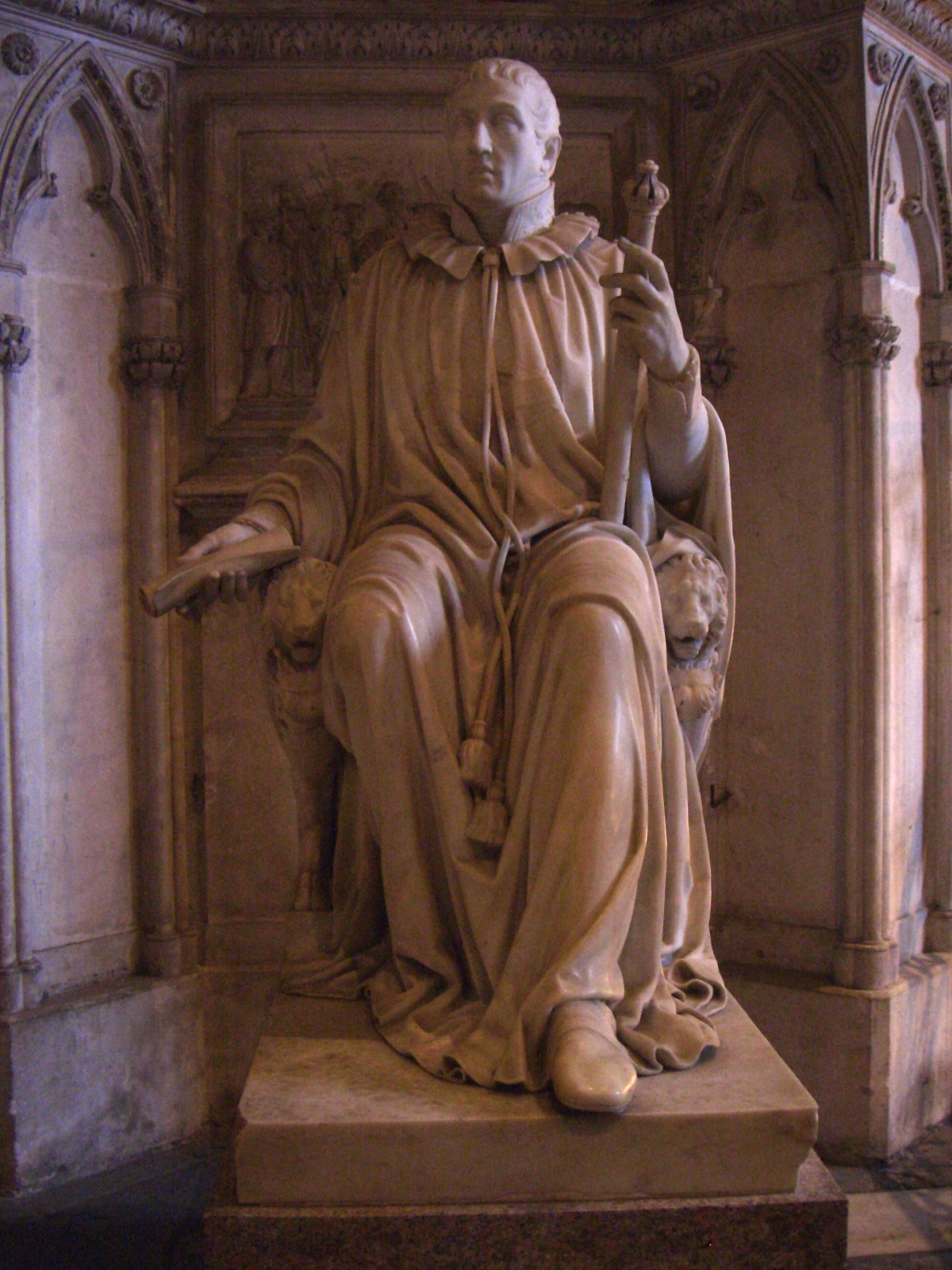
Statua funeraria di Carlo Felice

L'interesse principale di Altacomba è che per secoli è stato il luogo di sepoltura dei conti e dei duchi di casa Savoia e di altri membri della dinastia. In particolare, come riporta lo storico Luigi Cibrario (Storia e descrizione della R. Badia d'Altacomba, Torino, 1843), vi furono sepolti i conti di Savoia da Umberto III (+ 1189) ad Amedeo VII (+ 1391) con l'eccezione di Tommaso I (sepolto alla Sacra di S. Michele) e di Bonifacio, morto in prigionia e sepolto a Saint Jean de Maurienne; inoltre, vi trovarono sepoltura i duchi Filiberto I (+ 1482) e Filippo II (+ 1497).
Dei conti Aimone, Amedeo IV, Amedeo V, Amedeo VI, Filiberto I, Filippo I, Filippo II ed Umberto III di Savoia vi sussistono le sole pietre tombali, a causa del fatto che, quando l'abbazia fu occupata dai giacobini, le loro tombe furono forzate ed i resti distrutti.
Il conte Umberto III, detto "il beato", che diede diritti e doni ai monasteri ed ebbe un ruolo decisivo nell'organizzazione dell'abbazia, venne sepolto nel chiostro assieme alla terza moglie Clemenzia di Zähringen; circa un secolo più tardi fu sepolto nella chiesa abbaziale Bonifacio di Savoia, arcivescovo di Canterbury dal 1245 al 1270, figlio del conte Tommaso I, che venuto dall'Inghilterra con il re Edoardo I ad accompagnarlo in una crociata, morì durante il viaggio al castello di Sant'Elena in Savoia. Umberto III e suo nipote Bonifacio sono entrambi venerati come beati dalla Chiesa cattolica; quello che rimane dei loro corpi è a tutt'oggi custodito in due appositi sarcofagi, dietro l'altare maggiore della chiesa abbaziale.
Violante del Monferrato, moglie di Aimone di Savoia, morta durante un parto nel 1342, venne sepolta in una cappella privata, riccamente ornata. L'abate Antonio di Savoia, figlio di Carlo Emanuele I, venne sepolto nel 1673. Lo stesso Carlo Felice e la moglie Maria Cristina di Borbone-Due Sicilie si trovano nella cappella di Belley, adiacente all'abbazia.
Vi riposano anche l'ultimo re d'Italia Umberto II (dal 1983) e la regina Maria José (dal 2 febbraio 2001), sua consorte.